# Premiership 2021-2022 (Irlanda del Nord)
La NIFL Premiership 2021-2022, nota anche come Danske Bank Premiership per motivi di sponsorizzazione, è stata la 121ª edizione della massima serie del campionato nordirlandese di calcio, la nona dopo il cambio di denominazione, iniziata il 27 agosto 2021 e terminata il 30 aprile 2022. Il Linfield, squadra campione in carica, si è confermata campione in questa stagione per il suo quarto titolo consecutivo, il cinquantaseiesimo totale.

## Stagione

### Novità
Dalla Premiership 2020-2021 non è retrocessa alcuna squadra a causa della cancellazione della stagione precedente della Championship, dovuta alla pandemia di COVID-19; pertanto le squadre partecipanti sono le stesse della stagione precedente.

### Formula
Le 12 squadre partecipanti si affrontano in un triplo girone di andata-ritorno-andata, per un totale di 33 giornate. Al termine, le squadre sono divise in due gruppi di 6, in base alla classifica; ogni squadra affronta poi per la quarta volta le altre formazioni del proprio gruppo. La squadra campione dell'Irlanda del Nord è ammessa al primo turno di qualificazione della UEFA Champions League 2022-2023. La seconda classificata è ammessa al primo turno di qualificazione della UEFA Europa Conference League 2022-2023. Al termine delle 38 giornate di campionato le squadre classificatesi dal terzo al sesto posto partecipano a dei play-off per un posto al primo turno di qualificazione della UEFA Europa Conference League 2022-2023. Se una delle squadre si è qualificata alla Europa Conference League attraverso la Irish Cup, ai play-off partecipano le restanti quattro squadre. L'undicesima classificata affronta in uno spareggio promozione-retrocessione la seconda classificata della Championship, mentre l'ultima classificata retrocede direttamente in Championship.

## Squadre partecipanti
| Club             | Città         | Stadio                 | Stagione precedente            |
| ---------------- | ------------- | ---------------------- | ------------------------------ |
| Ballymena Utd    | Ballymena     | The Showgrounds        | 8º posto in Premiership        |
| Carrick Rangers  | Carrickfergus | Hotel Loughshore Arena | 11º posto in Premiership       |
| Cliftonville     | Belfast       | Solitude               | 5º posto in Premiership        |
| Coleraine        | Coleraine     | The Showgrounds        | 2º posto in Premiership        |
| Crusaders        | Belfast       | Seaview                | 6º posto in Premiership        |
| Dungannon Swifts | Dungannon     | Stangmore Park         | 12º posto in Premiership       |
| Glenavon         | Lurgan        | Mourneview Park        | 7º posto in Premiership        |
| Glentoran        | Belfast       | The Oval               | 3º posto in Premiership        |
| Larne            | Larne         | Inver Park             | 4º posto in Premiership        |
| Linfield         | Belfast       | Windsor Park           | Campione dell'Irlanda del Nord |
| Portadown        | Portadown     | Shamrock Park          | 9º posto in Premiership        |
| Warrenpoint Town | Warrenpoint   | Milltown               | 10º posto in Premiership       |

## Prima Fase

### Classifica finale
|  | Pos. | Squadra          | Pt | G  | V  | N | P  | GF | GS | DR  |
|  | ---- | ---------------- | -- | -- | -- | - | -- | -- | -- | --- |
|  | 1.   | Linfield         | 74 | 33 | 22 | 8 | 3  | 62 | 22 | +40 |
|  | 2.   | Cliftonville     | 73 | 33 | 22 | 7 | 4  | 54 | 24 | +30 |
|  | 3.   | Glentoran        | 69 | 33 | 21 | 6 | 6  | 64 | 34 | +30 |
|  | 4.   | Crusaders        | 61 | 33 | 19 | 4 | 10 | 47 | 28 | +19 |
|  | 5.   | Larne            | 53 | 33 | 15 | 8 | 10 | 56 | 38 | +18 |
|  | 6.   | Coleraine        | 48 | 33 | 13 | 9 | 11 | 50 | 32 | +18 |
|  | 7.   | Glenavon         | 45 | 33 | 12 | 9 | 12 | 46 | 44 | +2  |
|  | 8.   | Ballymena Utd    | 44 | 33 | 13 | 5 | 15 | 38 | 46 | -8  |
|  | 9.   | Dungannon Swifts | 28 | 33 | 9  | 1 | 23 | 40 | 81 | -41 |
|  | 10.  | Carrick Rangers  | 25 | 33 | 6  | 7 | 20 | 33 | 62 | -29 |
|  | 11.  | Portadown        | 24 | 33 | 5  | 9 | 19 | 28 | 63 | -35 |
|  | 12.  | Warrenpoint Town | 12 | 33 | 3  | 3 | 27 | 30 | 74 | -44 |

Legenda:
      Ammesse alla poule scudetto
      Ammesse alla poule retrocessione
Note:
Tre punti a vittoria, uno a pareggio, zero a sconfitta.

### Risultati

#### Partite (1-22)
|                | Bal  | CaR  | Cli  | Col  | Cru  | Dun  | Gln  | Glt  | Lar  | Lin  | Por  | War  |
| -------------- | ---- | ---- | ---- | ---- | ---- | ---- | ---- | ---- | ---- | ---- | ---- | ---- |
| Ballymena Utd  | –––– | 0-1  | 1-0  | 2-1  | 0-1  | 4-3  | 1-1  | 1-1  | 0-3  | 0-2  | 4-0  | 1-0  |
| Carrick R.     | 2-1  | –––– | 2-3  | 0-3  | 0-2  | 1-2  | 2-2  | 0-2  | 1-3  | 1-2  | 1-0  | 1-0  |
| Cliftonville   | 1-0  | 2-1  | –––– | 2-1  | 0-2  | 3-0  | 2-1  | 1-0  | 2-1  | 2-2  | 4-0  | 1-0  |
| Coleraine      | 3-0  | 3-0  | 0-0  | –––– | 0-0  | 2-0  | 0-0  | 0-2  | 3-1  | 1-2  | 2-0  | 2-0  |
| Crusaders      | 2-1  | 0-0  | 1-1  | 0-2  | –––– | 4-0  | 0-1  | 0-1  | 1-0  | 2-1  | 4-0  | 2-1  |
| Dungannon S.   | 0-2  | 2-0  | 1-3  | 0-5  | 0-2  | –––– | 0-2  | 2-3  | 2-4  | 1-6  | 4-2  | 2-2  |
| Glenavon       | 0-1  | 0-4  | 0-2  | 1-0  | 1-0  | 4-2  | –––– | 1-2  | 0-1  | 0-0  | 3-0  | 2-2  |
| Glentoran      | 4-1  | 6-2  | 0-1  | 2-2  | 0-3  | 3-0  | 2-0  | –––– | 2-3  | 0-3  | 2-2  | 2-1  |
| Larne          | 1-3  | 0-0  | 1-1  | 4-2  | 1-0  | 0-1  | 3-2  | 1-1  | –––– | 1-1  | 4-0  | 3-0  |
| Linfield       | 1-0  | 4-0  | 1-1  | 1-1  | 2-0  | 3-0  | 2-0  | 1-1  | 2-1  | –––– | 1-0  | 1-1  |
| Portadown      | 0-1  | 2-2  | 1-1  | 0-0  | 0-1  | 1-4  | 1-1  | 1-1  | 2-3  | 2-3  | –––– | 1-0  |
| Warrenpoint T. | 2-1  | 4-2  | 2-4  | 2-5  | 2-4  | 1-2  | 1-6  | 0-3  | 0-3  | 0-3  | 2-3  | –––– |

#### Partite (23-33)
|                | Bal  | CaR  | Cli  | Col  | Cru  | Dun  | Gln  | Glt  | Lar  | Lin  | Por  | War  |
| -------------- | ---- | ---- | ---- | ---- | ---- | ---- | ---- | ---- | ---- | ---- | ---- | ---- |
| Ballymena Utd  | –––– |      | 2-2  |      | 2-0  | 1-0  | 3-3  |      | 2-1  |      |      |      |
| Carrick R.     | 3-0  | –––– |      | 0-0  |      |      |      | 0-3  | 1-1  |      | 2-2  | 1-2  |
| Cliftonville   |      | 2-0  | –––– | 2-0  | 3-1  |      |      | 1-2  |      |      |      | 1-0  |
| Coleraine      | 1-1  |      |      | –––– |      | 2-0  | 2-3  |      | 1-1  | 3-0  |      | 2-1  |
| Crusaders      |      | 2-1  |      | 1-0  | –––– |      | 0-0  | 1-2  |      |      | 2-0  |      |
| Dungannon S.   |      | 3-2  | 0-1  |      | 2-4  | –––– |      | 0-1  | 0-2  |      | 3-1  |      |
| Glenavon       |      | 2-0  | 0-2  |      |      | 3-1  | –––– | 2-4  |      | 0-3  |      |      |
| Glentoran      | 4-0  |      |      | 2-1  |      |      |      | –––– |      | 1-0  | 3-1  | 1-0  |
| Larne          |      |      | 0-1  |      | 1-2  |      | 1-1  | 2-1  | –––– | 0-1  |      | 3-0  |
| Linfield       | 1-0  | 2-0  | 1-0  |      | 3-2  | 5-0  |      |      |      | –––– |      |      |
| Portadown      | 1-0  |      | 0-2  | 2-0  |      |      | 0-1  |      | 2-2  | 0-0  | –––– |      |
| Warrenpoint T. | 1-2  |      |      |      | 0-1  | 2-3  | 0-3  |      |      | 1-2  | 0-1  | –––– |

## Poule scudetto
Le squadre mantengono i punti conquistati nella stagione regolare.

### Classifica finale
|       | Pos. | Squadra      | Pt | G  | V  | N  | P  | GF | GS | DR  |
| ----- | ---- | ------------ | -- | -- | -- | -- | -- | -- | -- | --- |
|       | 1.   | Linfield     | 83 | 38 | 24 | 11 | 3  | 67 | 24 | +43 |
|       | 2.   | Cliftonville | 82 | 38 | 24 | 10 | 4  | 61 | 29 | +32 |
|       | 3.   | Glentoran    | 71 | 38 | 21 | 8  | 9  | 68 | 44 | +24 |
| [ 3 ] | 4.   | Crusaders    | 68 | 38 | 21 | 5  | 12 | 60 | 36 | +24 |
|       | 5.   | Larne        | 62 | 38 | 17 | 11 | 10 | 61 | 39 | +22 |
|       | 6.   | Coleraine    | 51 | 38 | 14 | 9  | 15 | 55 | 45 | +10 |

Legenda:
      Campione dell'Irlanda del Nord e ammessa alla UEFA Champions League 2022-2023
      Ammessa alla UEFA Europa Conference League 2022-2023
 Ammessa ai play-off per la UEFA Europa Conference League 2022-2023
Note:
Tre punti a vittoria, uno a pareggio, zero a sconfitta.

### Risultati
|              | Cli  | Col  | Cru  | Glt  | Lar  | Lin  |
| ------------ | ---- | ---- | ---- | ---- | ---- | ---- |
| Cliftonville | –––– |      |      |      | 0-0  | 0-0  |
| Coleraine    | 1-2  | –––– | 1-4  | 3-2  |      |      |
| Crusaders    | 3-3  |      | –––– |      | 1-2  | 1-2  |
| Glentoran    | 1-2  |      | 0-4  | –––– | 0-0  |      |
| Larne        |      | 3-0  |      |      | –––– |      |
| Linfield     |      | 2-0  |      | 1-1  | 0-0  | –––– |

## Poule retrocessione
Le squadre mantengono i punti conquistati nella stagione regolare.

### Classifica finale
|  | Pos. | Squadra          | Pt | G  | V  | N  | P  | GF | GS | DR  |
|  | ---- | ---------------- | -- | -- | -- | -- | -- | -- | -- | --- |
|  | 7.   | Glenavon         | 54 | 38 | 15 | 9  | 14 | 54 | 50 | +4  |
|  | 8.   | Ballymena Utd    | 53 | 38 | 16 | 5  | 17 | 46 | 52 | -6  |
|  | 9.   | Dungannon Swifts | 35 | 38 | 11 | 2  | 25 | 46 | 86 | -40 |
|  | 10.  | Carrick Rangers  | 34 | 38 | 9  | 7  | 22 | 41 | 67 | -26 |
|  | 11.  | Portadown        | 25 | 38 | 5  | 10 | 23 | 29 | 72 | -43 |
|  | 12.  | Warrenpoint Town | 21 | 38 | 6  | 3  | 29 | 35 | 79 | -44 |

Legenda:
 Ammessa ai play-off per la UEFA Europa Conference League 2022-2023
 Ammessa allo spareggio promozione/retrocessione
      Retrocessa in NIFL Championship 2022-2023
Note:
Tre punti a vittoria, uno a pareggio, zero a sconfitta.

### Risultati
|                  | Bal  | CaR  | Dun  | Gln  | Por  | War  |
| ---------------- | ---- | ---- | ---- | ---- | ---- | ---- |
| Ballymena Utd    | –––– | 3-0  |      |      | 2-1  | 0-1  |
| Carrick Rangers  |      | –––– | 1-0  | 0-1  |      |      |
| Dungannon Swifts | 1-2  |      | –––– | 3-2  |      | 2-0  |
| Glenavon         | 3-1  |      |      | –––– | 1-0  | 1-2  |
| Portadown        |      | 0-5  | 0-0  |      | –––– | 0-1  |
| Warrenpoint Town |      | 1-2  |      |      |      | –––– |

## Spareggi

### Spareggi per la Europa Conference League

#### Semifinali
|           | Risultati |           | Luogo e data            |
| --------- | --------- | --------- | ----------------------- |
| Larne     | 2 - 0     | Coleraine | Larne, 10 maggio 2022   |
| Glentoran | 2 - 0     | Glenavon  | Belfast, 10 maggio 2022 |
|           |           |           |                         |

#### Finale
|           | Risultati   |       | Luogo e data            |
| --------- | ----------- | ----- | ----------------------- |
| Glentoran | 2 - 4 (dts) | Larne | Belfast, 13 maggio 2022 |
|           |             |       |                         |

### Spareggio promozione/retrocessione
L'undicesima classificata in Premiership sfida la vincitrice dei play-off della NIFL Championship per un posto in Premiership.
|            | Risultati |            | Luogo e data             |
| ---------- | --------- | ---------- | ------------------------ |
| Annagh Utd | 2 - 3     | Portadown  | Portadown, 3 maggio 2022 |
| Portadown  | 1 - 0     | Annagh Utd | Portadown, 6 maggio 2022 |
|            |           |            |                          |

## Classifica marcatori
| Gol |  |  | Giocatore           | Squadra      |
| --- |  |  | ------------------- | ------------ |
| 25  |  |  | Jay Donnelly        | Glentoran    |
| 20  |  |  | Conor McMenamin     | Glentoran    |
| 19  |  |  | Ryan Curran         | Cliftonville |
| 17  |  |  | Christy Manzinga    | Linfield     |
| 13  |  |  | Matthew Fitzpatrick | Glenavon     |
| 13  |  |  | Joe Gormley         | Cliftonville |
| 13  |  |  | Matthew Shevlin     | Coleraine    |
| 12  |  |  | Peter Campbell      | Glenavon     |
| 12  |  |  | Ben Kennedy         | Crusaders    |
| 12  |  |  | David McDaid        | Larne        |